# Étienne Fouvry
Étienne Fouvry est un mathématicien français, travaillant sur la théorie analytique des nombres.

## Biographie
Fouvry a effectué ses études à l'École normale supérieure (promotion 1972), et a obtenu son doctorat, intitulé Répartitions des suites dans les progressions arithmétiques, en 1981 à l'université de Bordeaux sous la direction de Jean-Marc Deshouillers et Henryk Iwaniec. Il est professeur émérite à l'université Paris-Saclay à Orsay.

## Travaux
Fouvry a travaillé sur l'application de méthodes de théorie analytique des nombres à la conjecture de Fermat. En se basant sur ses travaux, Leonard Adleman et Roger Heath-Brown ont montré en 1985 que le premier cas du théorème de Fermat est valable pour une infinité de nombres premiers. Ces résultats de Fouvry sont également un élément important dans la preuve donnée par Manindra Agrawal, Neeraj Kayal et Nitin Saxena du premier test polynomial de primalité.
Avec Iwaniec, il a prouvé des théorèmes portant sur les nombres premiers en progressions arithmétiques, allant au-delà du théorème de Bombieri-Vinogradov, avec des applications à la majoration du nombre de nombres premiers jumeaux. Ils ont utilisé pour cela des majorations en moyenne de sommes de Kloosterman dues à Deshouillers et Iwaniec.
Fouvry a également travaillé sur la théorie des nombres algébrique et algorithmique, par exemple sur les heuristiques de Cohen-Lenstra.

## Ouvrages
- Cinquante ans de théorie analytique des nombres - Un point de vue parmi d'autres: celui des méthodes de crible. In : Jean-Paul Pier (éditeur), Development of Mathematics, 1950-2000. Birkhäuser 2000
- Sur le premier cas du théorème de Fermat. Séminaire de Théorie des Nombres de Bordeaux (1984), lire en ligne